# Rimbija Island
Rimbija Island är en ö i Australien. Den ligger i territoriet Northern Territory, omkring 660 kilometer öster om territoriets huvudstad Darwin. Arean är 2,8 kvadratkilometer. Den sträcker sig 2,3 kilometer i nord-sydlig riktning, och 3,1 kilometer i öst-västlig riktning.
Savannklimat råder i trakten. Genomsnittlig årsnederbörd är 1 441 millimeter. Den regnigaste månaden är mars, med i genomsnitt 428 mm nederbörd, och den torraste är september, med 2 mm nederbörd.